# 나디아 나딤
나디아 나딤(덴마크어: Nadia Nadim, 1988년 1월 2일 ~ )은 이탈리아 세리에 A 펨미닐레의 AC 밀란 펨메닐레에서 뛰고 있는 아프가니스탄 출신 덴마크의 여자 축구 선수로 외과 의사로도 활동 중이며 FIFA 센추리클럽에 가입되어 있는 15명의 덴마크 여자 대표팀 선수 가운데 하나로 손꼽힌다.

## 초기 경력
아프가니스탄 헤라트 출신으로 그의 아버지는 아프가니스탄 육군 장교로 복무했지만 2000년에 탈레반에 의해 처형당하면서 신변에 위협을 느꼈고 결국 자신의 어머니와 4명의 자매들과 함께 위조된 여권을 이용하여 파키스탄, 이탈리아, 영국을 거쳐 덴마크 난민 캠프로 피신했다.
그렇게 덴마크에 정착하자마자 올보르에서 축구 선수 생활을 시작했고 2005년부터 2012년까지 B52 올보르, 팀 비보르, VSK 오르후스 등에서 맹활약했으며 특히 VSK 오르후스 소속으로 5연속 덴마크 여자 축구 리그 3위(2007-08 ~ 2011-12), 2008-09 덴마크 여자컵 우승, 2009-10 덴마크 여자컵 준우승, 2010-11 덴마크 여자컵 4강 진출 등의 성과를 거두었다.

## 클럽 경력
2012년 포르투나 예링으로 이적한 후 같은 해 9월 스코틀랜드 여자 프리미어리그의 글래스고 시티와의 2012-13년 UEFA 여자 챔피언스리그 32강 1차전에서 유럽 클럽 대항전 데뷔 무대를 치르자마자 멀티골을 터뜨리며 팀의 2-1 승리와 함께 16강 진출의 교두보를 마련했다.
그 후 2014년까지 포르투나 예링 소속으로 활동하며 2012-13 리그 준우승, 2013-14 리그 우승, 2012-13 덴마크 여자컵 준우승, 2013-14 덴마크 여자컵 4강 진출 등에 이바지했고 2014년 미국 NWSL의 NJ/NY 고섬으로 이적하여 2015 시즌까지 활동했으며 특히 2014년 8월에는 미국 NWSL 이달의 선수로 선정되는 영예를 안았다.
2015 시즌을 마치고 2016 시즌을 앞둔 2016년 1월 같은 리그의 포틀랜드 손스로 트레이드된 후 2016 NWSL 실드 우승, 2016 NWSL 4강 플레이오프, 2017 리그 플레이오프 우승 등에 공헌한 뒤 2017년 9월 28일 잉글랜드 FA 여자 슈퍼리그의 맨체스터 시티와 정식 계약을 체결한 후 이듬해인 2018년 1월 팀에 전격 합류했다.
맨시티 합류 이후 같은 해 1월 7일 열린 레딩 FC와의 리그 경기에서 잉글랜드 무대 데뷔전을 치렀고 이 경기에서 2골을 터뜨리며 5-2 완승에 기여했고 이후 팀은 2017-18 시즌 리그 준우승, 여자 FA컵 4강 등의 성과를 남겼다.
그리고 2019년 1월 3일 프랑스 디비지옹 1 페미닌 명문팀인 파리 생제르맹 페미닌과 입단 계약을 체결했고 파리 생제르맹 합류 후 2020-21 시즌까지 활동하며 2019년 트로페 데 샹피오네 준우승, 2019-20 리그 준우승, 2020-21 리그 우승, 2019-20 쿠프 드 프랑스 페미닌 준우승, 2회 연속 UEFA 여자 챔피언스리그 4강 진출(2019-20, 2020-21) 등에 기여했다.
2020-21 시즌을 끝으로 파리 생제르맹과 결별한 뒤 라싱 루이빌과 입단 계약을 체결하면서 4년만에 미국 무대로 복귀한 이후 2023 시즌까지 활동하며 팀의 NWSL 챌린지컵 준우승의 성과에 기여했으며 2023 시즌을 끝으로 라싱 루이빌을 떠났다.
그리고 이듬해인 2024년 1월 27일 이탈리아 세리에 A 펨메닐레의 AC 밀란 펨메닐레 이적을 통해 파리 생제르맹 시절 이후 약 3년만에 유럽 무대로 복귀했다.

## 국가대표팀 경력
덴마크 국적법에 따라 2006년까지는 덴마크 시민권을 얻지 못했고 2008년에서야 덴마크 시민권을 얻었지만 2006년 이후 5년간 덴마크에 거주하지 않았기 때문에 축구 선수의 국적과 관련된 국제 축구 연맹의 규정에 의거해 덴마크 여자 대표팀에서 활동할 수 없었음에도덴마크 축구 협회의 요청에 FIFA는 결국 나딤에 대해 예외 규정을 적용함으로서 결국 천신만고 끝에 덴마크 여자 대표팀에 합류할 수 있었고 이를 통해 덴마크 여자 대표팀 역사상 외국에서 귀화한 최초의 선수에 이름을 올렸다.
덴마크 여자 대표팀 합류 후 미국과의 2009년 알가르브컵 B조 조별리그 1차전(0-2 패)에서 국제 A매치 데뷔전을 치렀고 아이슬란드와의 조별리그 최종전에서 A매치 데뷔골을 신고하며 팀의 3·4위전 진출에 기여했으며 팀은 3·4위 결정전에서도 독일을 꺾으며 3위로 대회를 마무리했다.
이후 UEFA 여자 유로 2013과 UEFA 여자 유로 2017 본선에 참가하여 이 가운데 전 대회 챔피언 독일과의 여자 유로 2017 8강전에서 0-1로 뒤져 있던 후반 4분 동점골을 터뜨렸고  오스트리아와의 4강전 승부차기에서는 첫번째 키커로 나서서 침착하게 PK를 성공시키며 덴마크의 사상 첫 여자 유로 대회 결승 진출에 이바지했으며 개최국 네덜란드와의 결승전에서도 득점을 성공시키면서 준우승이라는 덴마크 여자 대표팀 역사상 여자 유로 대회 최고 성적에 공헌했다.
그리고 UEFA 여자 유로 2022 예선 8경기에서 9골을 맹폭하는 활약을 펼치면서 덴마크의 7회 연속이자 통산 9번째 여자 유로 대회 본선 진출에 큰 역할을 수행했으나 이 대회 본선에서는 1승 2패·A조 3위의 아쉬운 성적으로 마무리했다.

## 사생활
2017 시즌을 마친 후 외과 의사의 꿈을 이루기 위해 오르후스 대학교 의과대학에 입학했고축구 선수로 활동하면서 5년간 의사가 되기 위해 밤낮을 안 가리고 열심히 공부했으며 덴마크어, 영어, 독일어, 페르시아어, 다리어, 우르두어, 힌디어, 프랑스어, 아랍어 등 무려 11개의 언어를 유창하게 구사하며 국제 연합 홍보대사로서 대외 활동도 펼친 뒤 마침내 2022년 1월 그토록 갈망하던 외과 의사의 꿈을 이뤘다.
여담으로 나딤은 아프가니스탄에서 가수로 활동하다가 탈레반 공습을 피해 현재 미국 로스앤젤레스에 거주 중인 아리아나 사예드의 조카이며 무슬림 신자로도 잘 알려져 있다.

## 수상
VSK 오르후스
- 덴마크 여자 1부 리그 : 3위 (2007-08, 2008-09, 2009-10, 2010-11, 2011-12)
- 덴마크 여자컵 : 우승 (2008-09), 준우승 (2009-10), 4강 (2010-11)

포르투나 예링
- 덴마크 여자 1부 리그 : 우승 (2013-14), 준우승 (2012-13)
- 덴마크 여자컵 : 준우승 (2012-13), 4강 (2013-14)

 포틀랜드 손스
- 내셔널 위민스 사커 리그 : 우승 (2017), 4강 (2016)
- NWSL 실드 : 우승 (2016)

 맨체스터 시티
- FA 여자 슈퍼리그 : 준우승 (2017-18)
- 잉글랜드 여자 FA컵 : 4강 (2017-18)

 파리 생제르맹 페미닌
- 디비지옹 1 페미닌 : 우승 (2020-21), 준우승 (2019-20)
- 쿠프 드 프랑스 페미닌 : 준우승 (2019-20)
- UEFA 여자 챔피언스리그 : 4강 (2019-20, 2020-21)
- 트로페 데 샹피오네 : 준우승 (2019)

### 국가대표팀
덴마크 (여자)
- UEFA 유럽 여자 축구 선수권 대회 : 준우승 (2017)
- 알가르브컵 : 3위 (2009)

### 개인
- NWSL 이달의 선수상 : 2014년 8월